# Клюшников, Иван Петрович
Иван Петрович Клюшников (1811—1895) — русский поэт. Друг В. Г. Белинского и Н. В. Станкевича. Один из учителей И. С. Тургенева.

## Биография
Получил хорошее домашнее воспитание в семье своего отца, харьковского помещика.
В начале 1830-х гг. Клюшников поступил на словесный факультет московского университета. Здесь он тесно сблизился с кружком Станкевича, и особенно с Белинским. Обладая большим даром слова и способностью к философскому мышлению, Клюшников пользовался горячей любовью товарищей. Он уже тогда писал стихи, но ещё не решался их печатать. Между прочим, он составил шуточное обозрение литературы, навеявшее на Белинского мысль написать знаменитые «Литературные мечтания».
В 1835 г. окончил курс и стал учителем Московского дворянского института. В 1838 г. появились первые печатные произведения Клюшникова: «Элегия» и «Половодье» («Московский Наблюдатель», ч. 17). Затем целый ряд его стихотворений был помещен (за подписью «—Ф—» первой буквой греческого слова «феос» — бог) в «Отечественных Записках» (1839—40) и «Современнике» (1840).
И публика, и журналистика встретили молодого поэта очень сочувственно. Всем нравились его искренность и неподдельное чувство, выраженное красивыми стихами. Тем не менее, Клюшников неожиданно перестал писать. Он уехал в свой наследственный хутор, Сумского уезда Харьковской губернии, и прожил там пятьдесят пять лет, до самой смерти, вдали от литературной и общественной жизни. Только в «Литературной Газете» 1841 г. появился его рассказ: «Привидение первого мужа», а в «Отечественных Записках» 1849 г. — повесть «Любовная сказка»; но обе эти вещи ничем не выделялись из журнального балласта. Позднее Клюшников, уступая просьбам своего племянника, В. П. Клюшникова, позволил напечатать несколько своих стихотворений в «Русском Вестнике» 1883 и 1888 гг. («Через сорок лет» и другие).
Его лучшими стихотворениями считаются «Любителю музыки», «Собирателям моих элегий», «Жизнь» (известный ответ на пушкинское стихотворение того же имени, часто приписываемый митрополиту Филарету).
Личность Клюшникова, вызывавшая интерес, не всегда понятная и иногда раздражавшая его знакомых, послужила прототипом для ряда литературных героев: Камков (Я. П. Полонский, «Свежее преданье»), Щитов (И. С. Тургенев, «Андрей Колосов», «Рудин»), Василий Васильевич (И. С. Тургенев, «Гамлет Щигровского уезда»), герой эпистолярной повести А. В. Станкевича «Ипохондрик»; он же («дядя») упомянут в романе В. П. Клюшникова «Марево».

## Стихотворения[2]
- «Элегия»,
- «Половодье»,
- «Медный всадник»,
- «Старая печать»,
- «На смерть девушки»,
- «Мой гений»,
- «Ночная молитва»,
- «Детский урок»,
- «Утренний звон» 1839,
- «Весна»,
- «Песнь инвалида»,
- «Ночное раздумье»,
- «Малютка» 1840,
- «Красавице»,
- «Городок»,
- «Осенний день»,
- «Претензии»,
- «Жизнь»,
- «Меланхолик»